# Saint-Georges-lès-Baillargeaux
Saint-Georges-lès-Baillargeaux ist eine französische Gemeinde mit 4345 Einwohnern (Stand: 1. Januar 2022) im Département Vienne in der Region Nouvelle-Aquitaine. Sie liegt im Arrondissement Poitiers und im Kanton Jaunay-Marigny.

## Geographie
Saint-Georges-lès-Baillargeaux liegt am Fluss Clain etwa zehn Kilometer nordnordöstlich von Poitiers. Umgeben wird Saint-Georges-lès-Baillargeaux von den Nachbargemeinden Dissay im Norden, Bonneuil-Matours im Osten, La Chapelle-Moulière im Südosten, Montamisé im Süden, Chasseneuil-du-Poitou im Südwesten sowie Jaunay-Clan im Westen.

## Demographie
| Jahr      | 1962  | 1968  | 1975  | 1982  | 1990  | 1999  | 2006  | 2017  |
| --------- | ----- | ----- | ----- | ----- | ----- | ----- | ----- | ----- |
| Einwohner | 1.506 | 1.542 | 2.050 | 2.447 | 2.858 | 3.176 | 3.626 | 4.168 |

## Sehenswürdigkeiten
- Kirche Saint-Georges
- Dolmen Pierre levée d’Aillé, Monument historique seit 1932
- Schloss Vayres mit Park aus dem 15. Jahrhundert, mit Umbauten aus dem 17. Jahrhundert, seit 1959 Monument historique (Park seit 1966 Monument historique)

## Gemeindepartnerschaften
- Marco de Canaveses, Distrikt Porto, Portugal, seit 1994

## Persönlichkeiten
- Michel Grain (* 1942), Radrennfahrer